# 曹淑华
曹淑華，生卒年不詳，南陈宣帝陈顼的淑华。

## 生平
她为陈宣帝生下第三子，名陈叔英，字子烈。陈叔英自小就待人宽厚仁爱。 
陈文帝天嘉元年（庚辰，公元560年），陈叔英被封为建安侯。
陈宣帝太建元年（己丑，公元569年），陈叔英又被封为豫章王，仍为宣惠将军、都督东扬州诸军事、东扬州刺史。
陈宣帝太建五年（癸巳，公元573年），又进号为平北将军、南豫州刺史。
陈宣帝太建十一年（己亥，公元579年），又被升为镇前将军、江州刺史。陈后主即位后，又进号征南将军，寻加开府仪同三司、中卫大将军，馀并如故，并给鼓吹一部，班剑十人。其年，迁司空。
隋文帝开皇九年（己酉，公元589年），隋师济江，叔英知石头军戍事。寻令入屯朝堂。及六军败绩，降于隋将韩擒虎。其年入关。隋大业中为涪陵太守。长子弘，至德元年，拜豫章国世子。